# Шабан (персонаж)
Инек Шабан (тур. İnek Şaban; более известный как просто Шабан) — персонаж из серии литературных произведений турецкого писателя Рыфата Ылгаза под названием «Возмутительный класс», одноимённой серии фильмов, а также ряда других фильмов, не связанных с серией. Образ Шабана в кино воплотил и популяризировал турецкий актёр Кемаль Сунал.

## Описание
Инек Шабан — прозвище Шабана Дарсюбекоглу, ученика Частного лицея Чамлыджа в Стамбуле, которое ему дали одноклассники из-за его страсти к работе и учёбе (тур. İnek — «ботаник», «корова»).
В серии литературных произведений Инек Шабан является стройным мужчиной с глубокими голубыми глазами. Трудоголик, отличник и зубрила. Любимец учителей. Но при этом наивный, и из-за ночных переработок постоянно болеет.
В серии фильмов Инек Шабан является 373-м учеником литературного отделения Б-класса. Худощавый и неуклюжий молодой человек с детской манерой поведения. Одноклассники постоянно обзывают его ботаником, из-за чего он очень злится. Как и все ученики в классе, является двоечником. Любит шалить и хулиганить, но из-за рассеянности постоянно попадается на глаза учителю Келю Махмуту.

## Влияние на культуру
Роль Шабана принесла актёру Кемалю Суналу всенародную любовь и популярность в Турции, и утвердила его в амплуа комика. Образ Шабана вышел за пределы кинофраншизы 
«Возмутительный класс» и стал появляться в целом ряде других комедийных фильмов, в которых актёр играл роль обаятельного невежды по имени Шабан. Образ Инек Шабана в литературных произведениях Рыфата Ылгаза был прямой противоположностью образа из фильмов. По признанию Ылгаза, самым озорным персонажем в его романе является коротышка Гюдюк Неджми, а Инек Шабан является меланхоличным ботаником. Прообразом для персонажа послужил Ахмет Демиральп по прозвищу Окюз Ахмет (с тур. Öküz Ahmet — «Вол Ахмет»). В первом фильме авторы старались придерживаться книги и Инек Шабан был второстепенным персонажем эпизодов, но при этом был двоечником и хулиганом, что соответствовало центральной идее фильма, где все ученики класса должны быть двоечниками и хулиганами. После того как Шабан в исполнении актёра Кемаля Сунала вызвал восторг у зрителей, начиная со второго фильма его характер немного изменили, сделав его главным затейником-неудачником в классе.
С популярностью образа связан скандал с фильмом «Давай приходи, Шабан!», который изначально назывался «Давай приходи, Ниязи!» и планировался к выходу под таким названием, но из-за ошибки в рекламной кампании, в которой фильм был назван «Давай приходи, Шабан!», фильм пришлось переименовать, но актёр при этом играл роль Ниязи.
Шабан настолько популярен в Турции, что после выхода первого фильма детям перестали давать такое имя из-за ассоциаций с невежественным человеком, хотя до этого имя считалось очень почётным. «Шабан» происходит от инфинитива «sî'b», который переводится с арабского языка как «тропинка» и в смысловом значении означает «полезный путь», а в исламе является восьмым месяцем лунного мусульманского календаря. Журналистка Мерьем Айбике Синан критиковала писателя Рыфата Ылгаза и создателей фильмов о Шабане за дискредитацию имени среди населения и антиисламские взгляды, связав имя Шабана с шейхом Шабан-и Вели, суфийским авлиёй, жившим в иле Кастамону — том же иле, откуда родом Рыфат Ылгаз.

## Фильмография
| Год  | Фильм                                  | Роль                    |
| ---- | -------------------------------------- | ----------------------- |
| 1975 | Возмутительный класс                   | Инек Шабан              |
| 1975 | Возмутительный класс не прошёл экзамен | Инек Шабан              |
| 1976 | Тосун-паша                             | Шабан / Тосун-паша      |
| 1976 | Молочные братья                        | Шабан                   |
| 1976 | Возмутительный класс просыпается       | Инек Шабан              |
| 1977 | Шабан — сын Шабана                     | Шабан                   |
| 1977 | Возмутительный класс на каникулах      | Шабан                   |
| 1978 | Мужик на все сто                       | Шабан                   |
| 1978 | Инек Шабан                             | Шабан / Бюлент          |
| 1979 | Большие надежды Шабана                 | Ринго Шабан             |
| 1979 | Восточный соловей                      | Шабан Баллысес          |
| 1979 | Не трогайте Шабана                     | Шабан                   |
| 1979 | Король сторожей                        | Шабан Озгюнеш           |
| 1983 | Самый большой Шабан                    | Шабан                   |
| 1984 | Шабания                                | Шабан / Шабания         |
| 1984 | Давай приходи, Шабан!                  | Ниязи (Шабан)           |
| 1984 | Шабан — человек из среднего класса     | Шабан                   |
| 1985 | Светский Шабан                         | Шабан-ага / Дилавер-бей |
| 1985 | Шабан-домохозяин                       | Шабан                   |
| 1985 | Шабан-полшишечки                       | Шабан                   |
| 1985 | Шабан-наценщик                         | Шабан                   |
| 1985 | Шабан-иммигрант                        | Шабан                   |
| 1993 | Шабан в армии                          | Шабан                   |
| 1995 | Шабан и Ширин                          | Шабан                   |